# Claire-Lise de Benoit
Pour les articles homonymes, voir Benoît.
Claire-Lise de Benoit, née le 28 août 1917 à Calicut (Inde) et morte le 15 novembre 2008, est une catéchiste évangélique suisse, spécialiste de l'enseignement biblique aux enfants et auteur de nombreuses publications.

## Biographie

### Origines et famille
Claire-Lise de Benoit naît le 28 août 1917 à Calicut, en Inde. Originaire de Genève et de Berne, elle est l'aînée d'une fratrie de sept enfants.
Son père, Pierre de Benoit, est médecin et missionnaire ; sa mère est née Renée van Berchem.
Elle reste célibataire toute sa vie.

### Parcours professionnel
Diplômée de l’école biblique, Claire-Lise de Benoit enseigne de 1939 à 1991 à l'Institut Emmaüs de Saint-Légier, fondé par son père. 

### Autres activités et publications
Elle est agente de la Ligue pour la lecture de la Bible en Suisse romande (fondée par sa grand-mère Alice Van Berchem) de 1939 à 1979 et membre de divers comités (Alliance évangélique, Compagnons de Daniel contre la drogue, African Enterprise, œuvre d'évangélisation des villes d'Afrique, etc.).  
Spécialiste de l'enseignement biblique aux enfants, elle est l'auteur de nombreuses publications (Études bibliques, 5 vol., 1941-1945 ; C'est vrai! et chacun doit le savoir, 1975, traduit en 79 langues ; L'important, c'est l'enfant, 1993, etc.). 
Elle participe à de nombreux congrès internationaux et organise celui de Vennes à Lausanne sur l'évangélisation des enfants en 1972.

### Mort et sépulture
Elle meurt le 15 novembre 2008, à l'âge de 91 ans, à la suite d'une courte maladie.
Elle est inhumée à la La Tour-de-Peilz, dans le canton de Vaud, au cimetière de Vassin.

## Publications
- Études bibliques d'après la liste de la Ligue pour lecture de la Bible (en 5 volumes), Vennes (Lausanne), Emmaüs, 1941-1945
- C'est vrai ! Et chacun doit le savoir, Lausanne, Ligue pour la lecture de la Bible, 1975, 60 p.

- L'Évangile de Marc, Lausanne, Ligue pour la lecture de la Bible, 1978, 109 p.
- Communiquer l'Évangile aux enfants, Lausanne, Ligue pour la lecture de la Bible, 1979, 237 p.
- L'important, c'est l'enfant, Lausanne, Ligue pour la lecture de la Bible, 1993, 236 p. (ISBN 2828501132)
- Célibataire : réflexions et témoignages, Lausanne, Ligue pour la lecture de la Bible, 1999, 178 p. (ISBN 2828501345)